# Paola Levi-Montalcini
Paola Levi-Montalcini (ur. 22 kwietnia 1909 w Turynie, zm. 29 września 2000 w Rzymie) – włoska malarka.

## Życiorys

### Rodzina
Paola Levi-Montalcini urodziła się w Turynie we Włoszech. Jej rodzice, Adamo Levi i Adele Montalcini, byli Żydami sefardyjskimi. Miała trójkę rodzeństwa. Jej siostrą bliźniaczką była neurolożka Rita Levi-Montalcini, laureatka Nagrody Nobla w 1986 roku w dziedzinie medycyny. Jej starszy brat, Gino Levi-Montalcini, był inżynierem i architektem. Miała również starszą siostrę, Annę Marię, znaną również jako Nina.

### Kariera
Paola Levi-Montalcini studiowała sztukę w Turynie u Felice Casoratiego. Zadebiutowała na pierwszej edycji Quadriennale w Rzymie w 1931 roku, gdzie pokazała portret swojej siostry Anny Marii. W 1936 została zaproszona na Biennale w Wenecji, a w 1937 była jedną z artystek włączonych do wystawy Les Femmes Artistes d’Europe w Galerie nationale du Jeu de Paume w Paryżu. Giorgio de Chirico, który był wielkim fanem jej twórczości, zgodził się napisać o niej esej do pierwszej monografii artystki.
Dzięki wsparciu przyjaciółki Marisy Mori Paola Levi-Montalcini mogła nadal mieszkać we Florencji podczas trwania przepisów Manifesto della razza w latach 1938–1943. Po zakończeniu wojny wznowiła karierę artystyczną, prezentując prace na wystawie indywidualnej w Galerii Il Fiore we Florencji.
Pod wpływem zainteresowania post-kubizmem artystka porzuciła figurację na rzecz konkretyzmu i do 1950 roku dołączyła do Movimento Arte Concreta. W latach 1953–1954 stworzyła jeden ze swoich najbardziej znanych cyklów prac Listy i garnki. Pod koniec lat 60. zaczęła tworzyć rzeźby kinetyczne i świetlne.

## Nagrody
- 1950: Nagroda XXV Biennale w Wenecji
- 1956: Nagroda Il Fiorino za grafikę, Florencja
- 1957: Morgan’s Paint Prize, Rimini, Włochy
- 1961: Nagroda Arezzo, Włochy

## Relacje i wpływy
Pod koniec lat 20. studiowała pod kierunkiem Felice Casoratiego.
Giorgio de Chirico napisał pierwszą monografię o Levi-Montalcini w 1939 roku, zauważając „jej upodobanie do solidnej konstrukcji, dużych powierzchni… i tendencji do zwracania uwagi na fantastyczny aspekt rzeczywistości”. Po II wojnie światowej studiowała grawerowanie u Stanleya Williama Haytera. Hayter szkolił ją także w zakresie pisma automatycznego i abstrakcji gestów.